# Samia Yusuf Omar
Samia Yusuf Omar ou Samiyo Omar (somali:  Saamiya Yuusuf Cumar; 25 de março de 1991 - abril de 2012) foi uma velocista da Somália. Ela foi uma das duas atletas somalis que competiram por sua nação nos Jogos Olímpicos de Verão de 2008 em Pequim, China. Omar cresceu em Mogadíscio e treinou lá durante a Guerra Civil da Somália, apesar de ter sido assediada por grupos de milícias locais. Sua história nas Olimpíadas foi coberta pela mídia e seu desempenho foi bem recebido pelo público.
Após os Jogos, ela se retirou do atletismo após ameaças do grupo militante Al-Shabaab. Ela acabou em um campo de refugiados do Partido Islâmico e, em busca de competir nos Jogos Olímpicos de Verão de 2012, atravessou a fronteira com a Etiópia procurando um lugar seguro para treinar. Ela acabou sendo enviada para o norte, na Líbia, onde foi presa. Durante os Jogos de 2012, foi revelado que Omar havia se afogado na costa da Líbia enquanto tentava atravessar o Mar Mediterrâneo para a Itália.

## Infância e juventude
Samia Yusuf Omar nasceu na Somália em 25 de março de 1991, filha de Omar Yusuf e Dahabo Ali e era a mais velha de seis filhos. Sua mãe era uma atleta que competia em nível nacional na Somália. A família veio de um dos grupos étnicos minoritários do país.
O pai e o tio de Omar foram mortos após um ataque com morteiro no mercado de Bakaara, onde eles trabalhavam. Omar estava na oitava série na época e abandonou a escola para cuidar de seus irmãos, enquanto sua mãe vendia produtos para sustentar a família. Seguindo o incentivo de sua mãe, ela decidiu começar a correr. Ela treinava no Estádio Mogadíscio, enquanto a família morava nas proximidades em um casebre. O estádio tinha uma pista de corrida de cascalho, cheia de crateras de argamassa da Guerra Civil da Somália que estava em andamento. Quando não estava correndo no estádio, ela corria pelas ruas de Mogadíscio, enfrentando assédio por militantes locais que não acreditavam que as mulheres muçulmanas devessem participar de atividades esportivas.

## Competições esportivas
Em abril de 2008, no Campeonato Africano de Atletismo de 2008 em Addis Abeba, na Etiópia, ela terminou em último na sua bateria. Omar foi selecionada pelo Comitê Olímpico da Somália para competir nos 200 metros nos Jogos Olímpicos de Verão de 2008 em Pequim, na China, entre 8 e 24 de agosto de 2008. Ela disse que a convocação foi inesperada, devido à sua pouca idade na época, e porque ela era de um grupo étnico minoritário.
Devido à falta de financiamento, Omar competiu em equipamentos doados pela equipe sudanesa, participando em uma bateria que incluía a eventual medalhista de ouro Veronica Campbell-Brown, da Jamaica. Omar terminou aproximadamente nove segundos atrás dos outros corredores, com um tempo de 32.16s. A torcida no estádio manifestou um enorme nível de apoio a Omar, com o jornalista Charles Robinson afirmando: "Eu literalmente tive arrepios. Eles estavam apenas empurrando-a", enquanto o The Guardian, sugerindo que ela recebeu um aplauso mais alto que o de Campbell-Brown. A história da menina somali foi contada pela mídia antes da corrida, mas depois o interesse diminuiu devido à barreira da língua entre Omar e os entrevistadores e por causa de sua falta de interesse em se divulgar.

## Após as Olimpíadas
Sua participação nas Olimpíadas recebeu pouca cobertura na Somália. Sua prova ocorreu à meia-noite no fuso horário da África Oriental, e nenhuma transmissão de televisão ou rádio foi feita localmente. Como tal, nenhum familiar dela a viu competir. Após um confronto com o grupo militante Al-Shabaab, ela ficou abalada e não admitiu a outras pessoas que era atleta. Em dezembro de 2009, ela e sua família viviam em um campo de refugiados organizado pelo grupo insurgente islâmico Partido Islâmico, localizado a cerca de 20 quilômetros de Mogadíscio. Al-Shabaab havia proibido todas as mulheres de participar ou assistir a esportes.
Em 2011, Omar fugiu dos combates da guerra civil e mudou-se para Addis Abeba, deixando sua família para trás, em parte para perseguir seu sonho de competir nos Jogos Olímpicos de Verão de 2012 em Londres, Reino Unido. Agora, como uma atleta de média distância, ela deveria começar a treinar com o ex-atleta olímpico Eshetu Tura, que foi recomendado a ela pelo proeminente treinador de atletismo somali Jama Aden, e pelo medalhista olímpico Mohamed Suleiman. Ela foi autorizada a treinar com a equipe etíope de média distância após a aprovação do Comitê Olímpico da Etiópia. Sua melhor marca pessoal quando realizou o primeiro treino com a equipe etíope foi de 5 minutos para os 1500 metros; ficou claro que ela precisaria atender à 4:20 para ser competitiva.
Ela fez amizade com a jornalista da Al Jazeera Teresa Krug, que cobriu sua história tanto antes das Olimpíadas, quanto durante e após. Mais tarde, Krug relatou que, com o desejo de encontrar um treinador, Omar viajou para o norte em direção à Europa, atravessando os Sudões e entrando na Líbia. Tanto a família de Omar quanto Krug tentaram convencê-la a permanecer na Etiópia, onde o Comitê Olímpico da Somália esperava montar um campo de treinamento. Em vez disso, ela havia pago pessoas contrabandistas para levá-la para a Líbia, onde ficou presa por um período.

## Morte e legado
Em 19 de agosto de 2012, o Corriere della Sera informou que Samia havia morrido enquanto estava a caminho da Itália em um barco vindo da Líbia. A informação veio de seu compatriota e companheiro de corrida Abdi Bile, e era "difícil de verificar", de acordo com o jornal. A história veio à tona durante os Jogos Olímpicos de Verão de 2012, embora a morte de Omar tenha ocorrido no início do ano em abril.
Em 21 de agosto, a BBC informou que havia recebido a confirmação da morte de Omar do Comitê Olímpico Nacional da Somália. O Huffington Post informou que Qadijo Aden Dahir, vice-presidente da federação de atletismo da Somália, confirmou que Omar havia se afogado na costa da Líbia enquanto tentava chegar à Itália a partir de sua casa, na Etiópia. Qadijo acrescentou que "é uma morte triste... Ela era a nossa favorita para as Olimpíadas de Londres".
Detalhes exatos de sua morte vieram à tona; ela embarcou em um barco lotado com outras 70 pessoas na tentativa de atravessar o mar Mediterrâneo e chegar à Itália. O barco logo ficou sem gasolina e estava à deriva na costa da Líbia. Quando um navio da Marinha italiana chegou para oferecer assistência, jogou cordas ao lado dos refugiados. No caos que se seguiu quando as pessoas tentavam agarrar as cordas, Omar foi jogada no mar, onde testemunhas a viram tentando boiar por um tempo, mas eventualmente acabou se afogando e morrendo.
Sua história foi descrita no livro Non dirmi che hai paura ("Nunca diga que você tem medo"), do escritor e jornalista italiano Giuseppe Catozzella. Os direitos para a versão em inglês do romance foram adquiridos pela Penguin Books, e havia interesse em transformar o trabalho em um filme. Em 2015, o romancista gráfico alemão Reinhard Kleist publicou seu romance gráfico Der Traum von Olympia - Die Geschichte von Samia Yusuf Omar ("Um Sonho Olímpico - A História de Samia Yusuf Omar") na Carlsen Verlag. Este foi nomeado o livro do ano de 2015. O romance gráfico foi traduzido para o inglês e publicado pela SelfMadeHero em 2016.